# Greatest Hits (album, Queen)
Greatest Hits je první oficiální kompilační album britské rockové skupiny Queen, které bylo vydáno v roce 1981 a poté znovu v roce 1992. V roce 2000 se stalo součástí trojdiskového balení Platinum Collection spolu s dalšími dvěma pokračováními (Greatest hits II. a Greatest hits III). V roce 2011 vyšlo znovu ke 40. výročí založení skupiny. Řadí se mezi nejlépe prodávaná alba historie hudby.

## Seznam skladeb

### Spojené království 1981 – Greatest Hits
„Greatest Hits“ v britské verzi:
1. „Bohemian Rhapsody“ (Freddie Mercury)
2. „Another One Bites the Dust“ (John Deacon)
3. „Killer Queen“ (Mercury)
4. „Fat Bottomed Girls“ (Brian May)
5. „Bicycle Race“ (Mercury)
6. „You're My Best Friend“ (Deacon)
7. „Don't Stop Me Now“ (Mercury)
8. „Save Me“ (May)
9. „Crazy Little Thing Called Love“ (Mercury)
10. „Somebody to Love“ (Mercury)
11. „Now I'm Here“ (May)
12. „Good Old-Fashioned Lover Boy“ (Mercury)
13. „Play the Game“ (Mercury)
14. „Flash's Theme“ (May)
15. „Seven Seas of Rhye“ (Mercury)
16. „We Will Rock You“ (May)
17. „We Are the Champions“ (Mercury)

Téhož roku se objevila i VHS Greatest Flix, která obsahovala jiné pořadí skladeb, přičemž „Now I'm Here“, „Good Old-Fashioned Lover Boy“ a „Seven Seas of Rhye“ byly nahrazeny skladbami „Tie Your Mother Down“, „We Will Rock You (Fast Live Version)“, „Spread Your Wings“ a „Love of My Life (Live Version)“.

### USA 1981 – Greatest Hits
Seznam skladeb v albu „Greatest Hits“ v americké verzi:
1. „Another One Bites the Dust“ (John Deacon)
2. „Bohemian Rhapsody“ (Freddie Mercury)
3. „Crazy Little Thing Called Love“ (Mercury)
4. „Killer Queen“ (Mercury)
5. „Fat Bottomed Girls“ (Brian May)
6. „Bicycle Race“ (Mercury)
7. „Under Pressure“ (Queen a David Bowie)
8. „We Will Rock You“ (May)
9. „We Are the Champions“ (Mercury)
10. „Flash's Theme“ (May)
11. „Somebody to Love“ (Mercury)
12. „You're My Best Friend“ (Deacon)
13. „Keep Yourself Alive“ (May)
14. „Play the Game“ (Mercury)

### USA1992„Greatest Hits“ (Červené)
Seznam skladeb alba „Greatest Hits“ ve znovu vydané americké verzi z roku 1992:
1. „We Will Rock You“ (Brian May)
2. „We Are the Champions“ (Freddie Mercury)
3. „Another One Bites the Dust“ (John Deacon)
4. „Killer Queen“ (Mercury)
5. „Somebody to Love“ (Mercury)
6. „Fat Bottomed Girls“ (May)
7. „Bicycle Race“ (Mercury)
8. „You're My Best Friend“ (Deacon)
9. „Crazy Little Thing Called Love“ (Mercury)
10. „Now I'm Here“ (May)
11. „Play the Game“ (Mercury)
12. „Seven Seas of Rhye“ (Mercury)
13. „Body Language“ (Mercury)
14. „Save Me“ (May)
15. „Don't Stop Me Now“ (Mercury)
16. „Good Old-Fashioned Lover Boy“ (Mercury)
17. „I Want to Break Free“ (Deacon)